# Bo Hr. Hansen
Bo Hr. Hansen (født 20. oktober 1961 og døbt Bo Erhard Hansen) er en dansk manuskriptforfatter m.m.
Bo Hr. Hansen er forfatter til seks digtsamlinger, senest Jeg kender kun, 2023, og har skrevet mange manuskripter til film, tv og teater. Foruden filmene nedenfor kan nævnes tv-julekalendrene Jesus & Josefine fra 2003 og TV 2's Mikkel og Guldkortet fra 2008 (begge skrevet i samarbejde med Nikolaj Scherfig), samt mini-serien Album efter Benn Q. Holms roman, instrueret af Hella Joof (Danmarks Radio 2008). Bo Hr. Hansen modtog (med Peter Schønau Fog for instruktion og Thomas Stenderup for produktion) Nordisk Råds Filmpris 2007 for manuskriptet til Kunsten at græde i kor.
Han har udtalt at han vil bruge "Hr." i sit navn lige så længe Lars von Trier bruger 'von' i sit. Det var dog blot en vittighed, han lod falde i forbindelse med pressematerialet[kilde mangler] til De største helte. Det kunstige mellemnavn 'hr.' kan dateres til 1983, hvor han brugte det i forbindelse med digte i tidsskriftet Sidste Skrig, og er ikke at forveksle med filminstruktøren Christoffer Boes produktionsnavn Hr. Boe & Co.

## Filmografi
Bo Hr. Hansen har bl.a. skrevet filmmanuskriptet til følgende film, med andre eller alene:
- De skrigende halse (1993)
- Drengen der gik baglæns (1994)
- De største helte (1996)
- Antenneforeningen (1999)
- Kald mig bare Aksel (2002)
- En som Hodder (2003)
- Oskar og Josefine (2005)
- Nordkraft (2005)
- Fidibus (2006)
- Kunsten at græde i kor (2007)
- Her bor Jensen (2010)
- Grantræet (2011)
- Kapgang (2014)
- Steppeulven (2014)
- Tidsrejsen (2014)
- Højt skum – en film om Storm P. (2015)
- Den anden verden (2016)
- Gud taler ud (2017)
- Den utrolige historie om den kæmpestore pære (2017)
- Journal 64 (2018)
- Harpiks (2019)
- Erna i krig (2020)
- Bamse (2022)
- Bullshit (2024)
- Familier som vores (2024)